# Grb Dominike
Grb Dominike prihvaćen je 1961. godine, a kao grb neovisne države služi od 1978. Kao i kod ostalih karipskih država koje su bile kolonije Velike Britanije, grb ima šljem na kojem je nacionalni simbol, te štit kojem je sa svake strane po jedna životinja. U ovom je slučaju nacionalni simbol lav, a životinje su dvije papige Amazona imperialis. Štit je podijeljen na četiri dijela, u kojima su kokosova palma, žaba, tipični karipski kanu s jedrima te stablo banane.
Pod štitom je geslo Dominike na antilskom kreolskom jeziku, "Après Bondie, C'est La Ter" ("Nakon Boga je Zemlja").